# Institut de recherche technologique b-com
b<>com est l'un des huit instituts de recherche technologique labellisés par l’État français en 2012, fournisseur de technologies numériques pour les entreprises. Son campus principal est situé à Rennes, dans le quartier Via Silva de Cesson-Sévigné. Des sites secondaires sont situés à Brest, Lannion et, depuis septembre 2016, à Paris. b<>com fait partie de l'association French Institutes of Technology (FIT) qui fédère les huit IRT français.

## Dates et chiffres
b<>com est un institut de recherche technologique créé en mai 2012. Labellisé par le Pôle de compétitivité Images et Réseaux, il fait l’objet d’une convention avec l’Agence nationale de la recherche signée en octobre 2012. Il dispose d’un budget de 160 millions d'euros sur sept ans, en partie issu des investissements d'avenir du grand emprunt,. L'IRT b<>com compte 200 employés.

## Thématiques de recherche
b<>com a pour mission d'innover dans les domaines de l'intelligence artificielle, de la vidéo et de l'audio immersif, de la protection de contenus, des réseaux 5G, de l'Internet des objets et des technologies cognitives. Il s'appuie sur les expertises de six laboratoires : Technologies Immersives et Médicales, Nouveaux Contenus Média, Technologies Facteurs Humains, Intelligence Artificielle, Connectivité Avancée et Confiance & Sécurité.  
Depuis décembre 2020, b<>com porte l’initiative *xG*, une stratégie technologique souveraine pour les infrastructures numériques privées, 5G et au-delà. L’initiative est soutenue par l’État, la région Bretagne et Lannion-Trégor Communauté.  

## Membres
b<>com compte 19 membres actionnaires qui financent l'institut de recherche technologique avec le soutien de l'État : Airbus Defence and Space, Ateme, CHU de Rennes, CHRU de Brest, Ekinops, ENIB, ENSTA Bretagne, Human Design Group, INRIA, INSA Rennes, IMT Atlantique, Mitsubishi Electric Corporation, Naval Group, Orange, Rennes School of Business, TDF, Université de Bretagne Occidentale, Université de Rennes 1 et Viaccess-Orca. 

## Récompenses
Le 26 avril 2017, b<>com remporte le Technology Innovation Award au NAB Show (en) de Las Vegas, trophée qui récompense les meilleures contributions techniques au monde de la télédiffusion.
Le 11 avril 2019, le convertisseur SDR-HDR de b<>com est élu « produit de l'année » au NAB Show (en) de Las Vegas.

## Spin-off
En juin 2018, Green Hill Studio, première spin-off issue d’un projet de recherche et développement de b<>com, est lancée. Elle est spécialisée dans le développement d’expériences de réalité virtuelle collaborative.

En 2024, b<>com lance Obvios, sa seconde spin-off. Elle est spécialisée dans la conception, le déploiement et la commercialisation de solutions de 5G[source secondaire souhaitée].